# BeFS
Be File System (BFS, часто называется BeFS, чтобы не путать с Boot File System) — файловая система, созданная для операционной системы BeOS.
Авторы Доминик Джампаоло и Cyril Meurillon работали над ней свыше 10 месяцев,  начиная с сентября 1996 года. Это 64-битная журналируемая файловая система с поддержкой расширенных файловых атрибутов (метаданных), индексируемая, что приближает её функциональность к реляционным БД. Система может использоваться для разбивки дискет, CD-ROM, винчестеров и флеш-носителей, хотя использование системы на небольших носителях проблематично: заголовки самой системы занимают от 600 KB до 2 MB.

## Прочие реализации
В начале 1999 Makoto Kato разработал драйвер BeFS для Linux, который, однако не был дописан до стабильного состояния, поэтому в 2001 вышел другой драйвер, который написал Will Dyson.
Как часть проекта OpenBeOS (ныне Haiku) в 2002 Axel Dörfler с группой товарищей переписали оригинальный драйвер и издали его под названием OpenBFS. В январе 2004 Robert Szeleney добавил в собственную операционную систему SkyOS файловую систему SkyFS и её драйвер, основанные на OpenBFS. Также система портирована в проект Syllable с версии 0.6.5.